# Опыт (шхуна, 1819)
«Опыт» — парусная шхуна Балтийского флота Российской империи, находившаяся в составе флота с 1819 по 1830 год и большую часть времени использовавшаяся для плаваний между Санкт-Петербургом и Кронштадтом, а также в качестве учебного судна Морского кадетского корпуса.

## Описание судна
Парусная шхуна с деревянным корпусом, вооружение судна вооружение судна по сведениям из различных источников могло включать от 8 до 16 орудий. Одно из шести парусных судов и четырёх шхун Российского императорского флота, носивших это имя. В составе Балтийского флота служила одноимённая шхуна 1847 года постройки, в составе Черноморского флота — 1852 года постройки и в составе Каспийской флотилии — 1843 года постройки, также в составе Балтийского флота нёс службу одноимённый катер 1806 года постройки, а в составе Черноморского флота одноимённое судно 1825 года постройки, в разное время использовавшееся в качестве транспорта и бомбардирского корабля.

## История службы
Шхуна «Опыт» была заложена на Охтенской верфи в 1818 году и после спуска на воду в 1819 году вошла в состав Балтийского флота России. Строительство вёл корабельный мастер 8 класса В. Ф. Стоке.
В 1820 году в составе отряда выходила в практическое плавание в Финский залив с гардемаринами Морского кадетского корпуса на борту. В кампании с 1822 по 1827 год в составе лёгкой эскадры совершала плавания между Санкт-Петербургом и Кронштадтом.
В 1829 году вновь принимала участие в практическом плавании отряда кораблей Балтийского флота в Финский заливе с гардемаринами Морского кадетского корпуса на борту.
В 1830 году судно было разобрано в Кронштадте.

## Командиры шхуны
Командирами парусной шхуны «Опыт» в составе Российского императорского флота в разное время служили:
- лейтенант И. М. Бландов (1822—1823 годы)[10];
- мичман, а с 21 апреля (3 мая) 1824 года лейтенант А. К. Леонтович (1823–1826 годы)[7];
- лейтенант Р. А. Адамс (1827 год)[11];
- прапорщик Суботин (1829 год)[комм. 1].